# USS Forrest Sherman (DDG-98)
El USS Forrest Sherman (DDG-98), llamado así en honor al almirante Forrest P. Sherman, es un destructor de la clase Arleigh Burke en servicio con la Armada de los Estados Unidos.

## Construcción
Iniciado el 12 de agosto de 2003. Fue botado botado el 30 de junio de 2004 en el Ingalls Shipbuilding (Misisipi); y asignado el 28 de enero de 2006.

## Historial de servicio

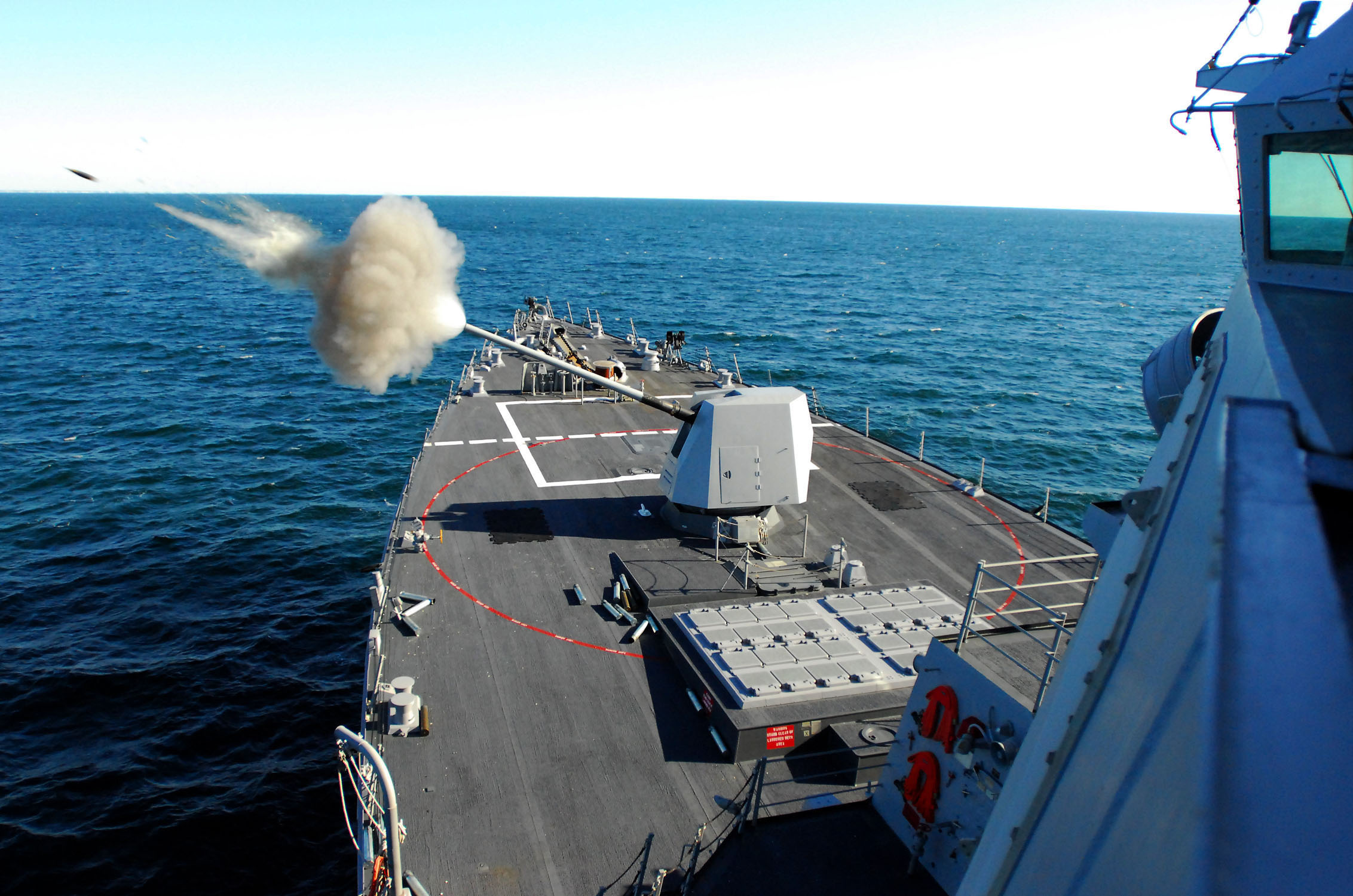
El USS Forrest Sherman (DDG-98) disparando su cañón Mk45 de proa, año 2007.

El USS Forrest Sherman mantiene su apostadero en la base naval de Norfolk (Virginia).